# 鳥肌胃炎
鳥肌胃炎（とりはだ・いえん、英: nodular gastritis）とは、胃に起きる慢性のリンパ濾胞の増生を伴う炎症のことである。

## 原因
ピロリ菌の感染により起こることが多いとされている。また女性ホルモンの影響もあり、男女に差があるという報告がある。

## 病理

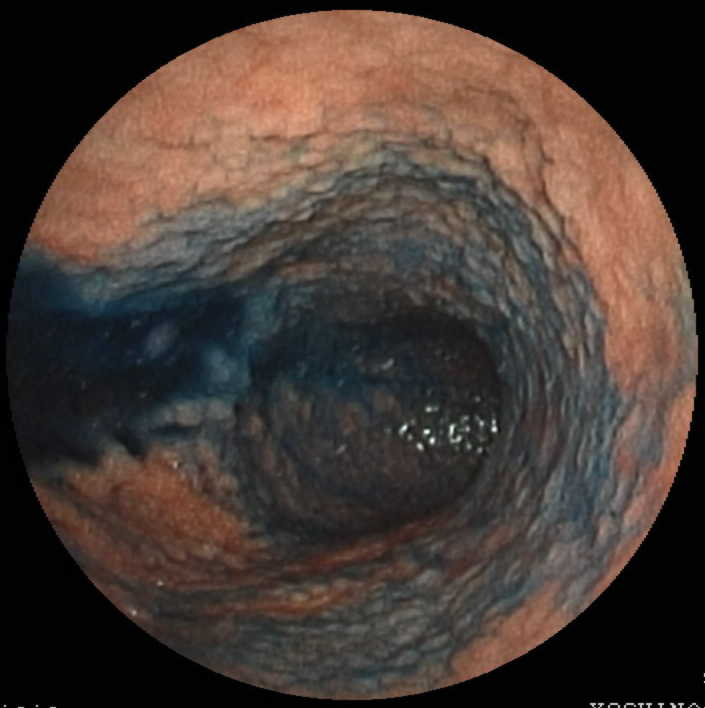
鳥肌胃炎の内視鏡像。この写真ではインジゴカルミンを散布されている。羽をむしったあとの鶏やガチョウの皮膚のようであるため、こう呼ばれる。

小さな隆起性病変が無数にみられる。ひとつひとつはリンパ濾胞の増生によるものである。
現在、胃癌、特に低分化型腺癌との関連が示唆されている。
鳥肌胃炎は、若年者のヘリコバクター・ピロリ感染および未分化型腺癌と関連性が報告されている。
H.pylori陰性の鳥肌胃炎でない受診者からは 3939例中 3例(0.08%)しか胃癌は見つからなかったが、鳥肌胃炎 150例中 7名(4.7%)に胃癌が見つかった。鳥肌胃炎は胃癌ハイリスクと考えられている。

### 化生性胃炎との鑑別について
化生性胃炎は、胃粘膜が胃酸・ペプシンなどを分泌する分泌腺から、吸収粘膜に変化するとともに腸粘膜に変わっていくもので腸上皮化生変化を伴う。化生性胃炎では、鳥肌胃炎の病変に比べて、さらに褪色・白濁した隆起がある。また化生性粘膜は、それぞれの病変がより斑状に大きく、胃内に広い範囲で散漫にみられることが多い。